# Силламяэ
Си́лламяэ (эст. Sillamäe; ранее Силламяги, Дачи Силламяги) — город и муниципалитет в Эстонии, один из основных промышленных центров в уезде Ида-Вирумаа.

## География
Силламяэ расположен в северо-восточной Эстонии, на берегу Финского залива, в месте впадения в него реки Сытке, недалеко от эстонско-российской границы. С запада вдоль побережья до Силламяэ простирается природный парк Пяйте, на юге город граничит с заповедной зоной водопада Лангевоя.
Расстояние от Силламяэ до Таллина — 186 км, до Нарвы — 25 км, до Санкт-Петербурга — 170 км. Через город проходит шоссе Таллин — Нарва — Санкт-Петербург.

## Символика
Герб Силламяэ: на синем фоне золотая ступенчатая конструкция, напоминающая стропила. Соединяющие края герба «стропила» символизируют как мост, так и гору, тем самым указывая на название города (sild — «мост», mägi — «гора»). Ступенчатая форма «стропил» указывает на одну из особенностей города — ступенчатые улицы и лестничные ансамбли. Цвета герба символизируют море, песчаный берег, золотые закаты.
Флаг представляет собой изображение герба и имеет отношение ширины к длине 7:11, нормальный размер 105 х 165 см.
Девиз Силламяэ — «город свежих морских ветров» (эст. värskete meretuulte linn). В девизе отражены:
- расположение города — на берегу моря;
- особенности климата — преимущественно ветреная погода;
- тот факт, что в связи со строительством порта Силламяэ из закрытого превратился в морской город, открытый всему миру и готовый к сотрудничеству;
- слово «свежий» — антоним словам «застоявшийся, затхлый, дряхлый» — означает готовность к переменам и обновлениям.

## История
Первое упоминание о Силламяэ, как поселении, где была расположена корчма Тор Брюгген, относится к 1502 году. В 1700 году здесь были построены мельница и хороший мост через реку. После присоединения к России поселение относилось к Везенбергскому уезду Эстляндской губернии. Некоторое время земли нынешнего города относились к владениям мызы Вайвара, из которой впоследствии выделилась полумыза Силламяэ. Полностью отдельным хозяйством она стала в 1849 году.
С конца XIX века Силламяэ и близлежащее Турсамяэ стали курортными поселками, популярными у петербургской интеллигенции. В 1869 году здесь отдыхал русский композитор Пётр Ильич Чайковский. В 1891 году сюда приехал отдыхать учёный-физиолог Иван Петрович Павлов и затем ездил сюда отдыхать каждое лето в течение 25 лет.
В 1898 году в Силламяэ была построена православная церковь Казанской иконы Божией Матери (разрушена в 1944 году, восстановлена в 1990 году).
Но промышленная жизнь вторглась и на курортные земли. В 1928 году Эстонский масляный консорциум построил здесь при помощи шведского капитала завод по переработке сланца, электростанцию и небольшой порт.
В 1940 году в Силламяэ насчитывалось 2600 жителей.
В годы Второй мировой войны завод был разрушен. В 1946 году было принято решение о создании здесь крупного металлургического завода по переработке сланцевых руд с целью получения окислов урана. Председателем поселкового совета в те времена был Виктор Русских. Поначалу предприятие использовало местную сланцевую руду. С 1960-х годов основным сырьём стали урановые концентраты из стран Восточной Европы.
В 1957 году Силламяэ получил статус города. Во времена СССР в город переселилось большое[уточнить] число семей из других союзных республик. С 1947 по 1991 годы Силламяэ оставался закрытым (Комбинат № 7 МВД СССР, Нарва-10, Ленинград-1). После прекращения в 1990 году переработки урановых руд завод полностью переключился на производство редкоземельной продукции. С 1947 по 1960 год директором градообразующего завода был Фёдор Яковлевич Гуков, в честь которого на жилом доме № 5 по улице Румянцева в 2014 году была установлена памятная доска.
Все жилые дома города построены после Второй мировой войны, из них более половины — в 1971 году и позже (5-этажные и 9-этажные дома из красного кирпича).

## Население
Численность населения Силламяэ по данным переписей населения:
| 1959 | 1970     | 1979     | 1989     | 2000     | 2021     |
| ---- | -------- | -------- | -------- | -------- | -------- |
| 8374 | ↗ 13 559 | ↗ 16 157 | ↗ 20 561 | ↘ 17 199 | ↘ 12 230 |

### Данные переписи 2011 года
По данным переписи населения 2011 года, в городе проживали 14 252 человека, из них 12 468 человек (87,48 %) — русские, 684 человека (4,8 %) — эстонцы, 1 074 человека (7,54 %) — лица других национальностей.

### Данные переписи 2021 года
По данным переписи населения Эстонии 2021 года, в городе проживали 12 439 человек, из них 10 774 человека — русские (86,6 % населения города или 3,4 % всех русских Эстонии), 690 человек (5,6 %) — эстонцы, 329 человек (2,6 %) — украинцы, 231 человек (1,9 %) — белорусы, 80 человек (0,6 %) — финны, 54 человека (0,4 %) — татары, 37 человек (0,3 %) — немцы, 17 человек (0,1  %) — латыши, 16 человек (0,1 %) — поляки, 14 человек (0,1 %) — литовцы, 13 человек (0,1 %) — армяне, 6 человек (0,1 %) — евреи, 160 человек (1,3 %) — другие национальности, национальность 18 человек (0,1 %) неизвестна. Доля населения в возрасте 65 лет и старше составляла 28,0 % населения (3 480 чел.), доля населения младше 14 лет — 11,1 % (1 381 чел.).
Из общего числа жителей города граждане Эстонии составляли 39,8 % (4952 чел.), граждане России — 40,2 % (5004 чел.), лица без гражданства — 17,6 % (2190 чел. или 3,4 % всех апатридов Эстонии), граждане других государств — 2,3 % (291 чел.). Доля жителей-граждан России составила 6,1 % от всех жителей Эстонии с российским гражданством.
Из 12 439 жителей города для 11 852 человек (95,28 % населения Силламяэ) родным был русский язык, для 295 человек (2,37 %) — эстонский, для 112 человек (0,90 %) — украинский, для 34 человек (0,27 %) — белорусский, для 13 человек (0,10 %) — татарский, для 9 человек (0,07 %) — азербайджанский, для 7 человек (0,06 %) — английский, для 6 человек (0,05 %) — финский, для 5 человек (0,04 %) — немецкий, для 5 человек (0,04 %) — латышский, для 4 человек (0,03 %) — армянский, для 4 человек (0,03 %) — испанский, для 3 человек (0,02 %) — французский, для 68 человек (0,55 %) родным был какой-либо другой язык, родной язык 22 человек (0,18 %) был язык неизвестен.

## Статистика
Данные Департамента статистики Эстонии о городе Силламяэ:

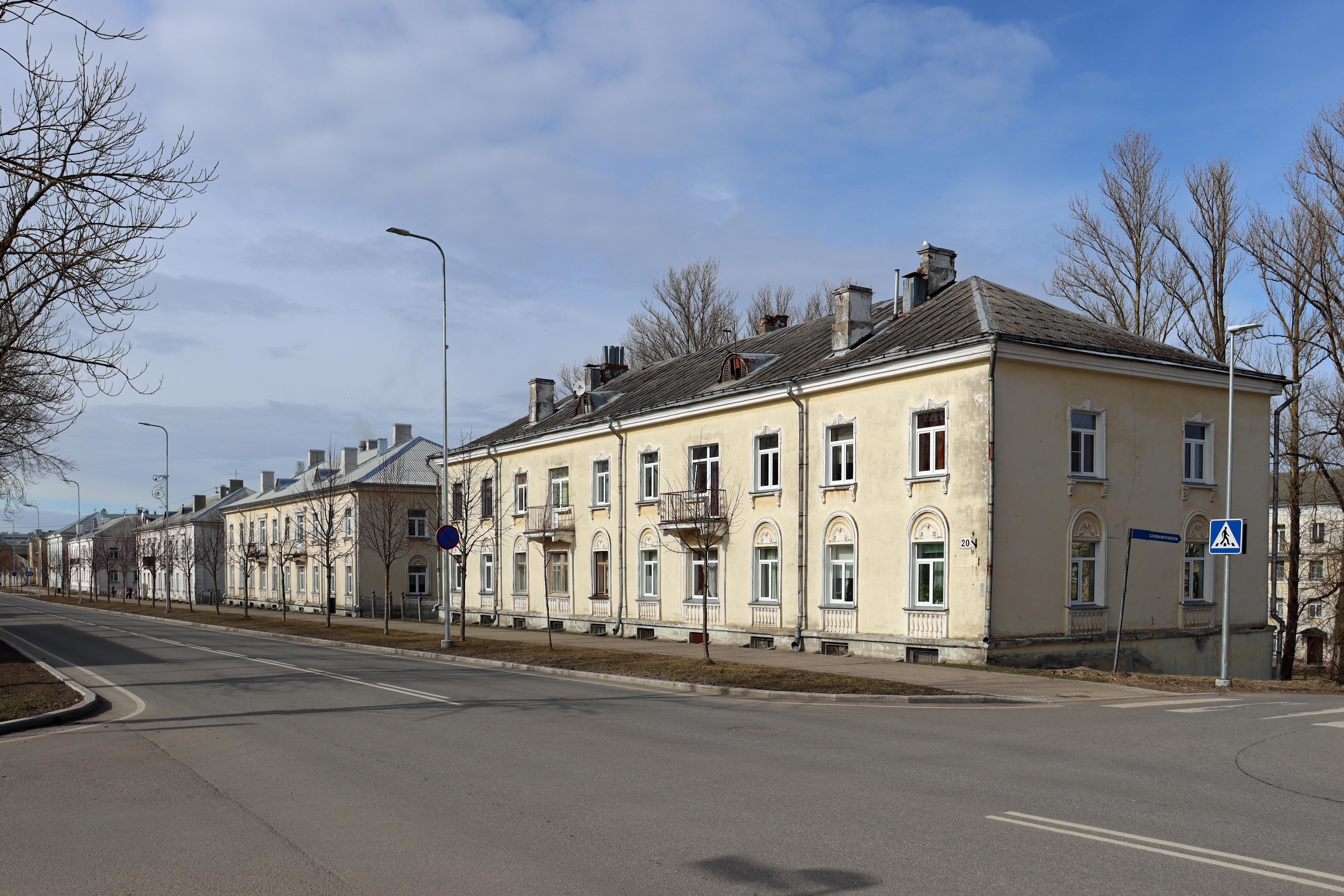
Жилые дома на улице Кеск

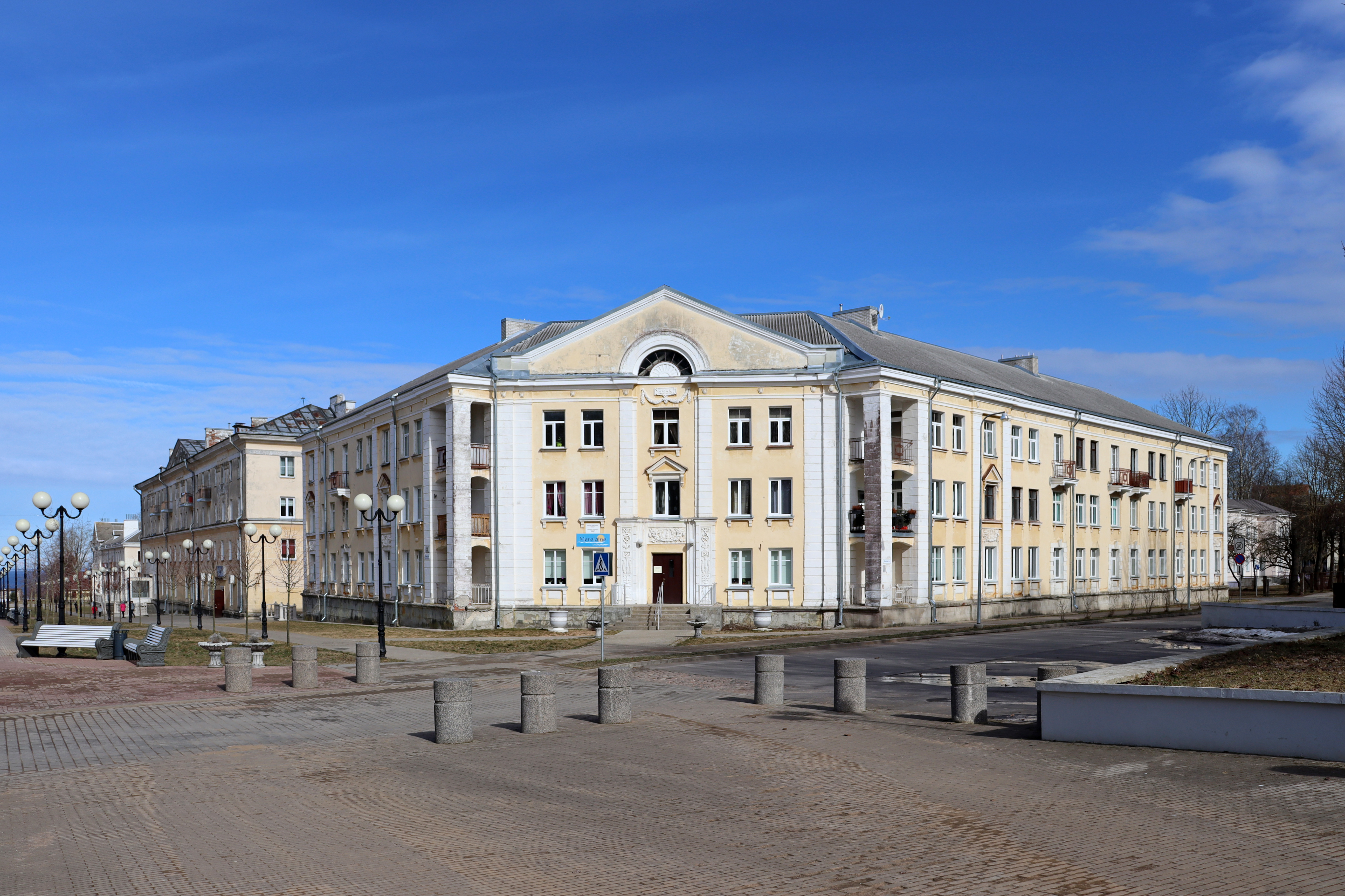
Перекрёсток бульвара Мере и улицы Калда

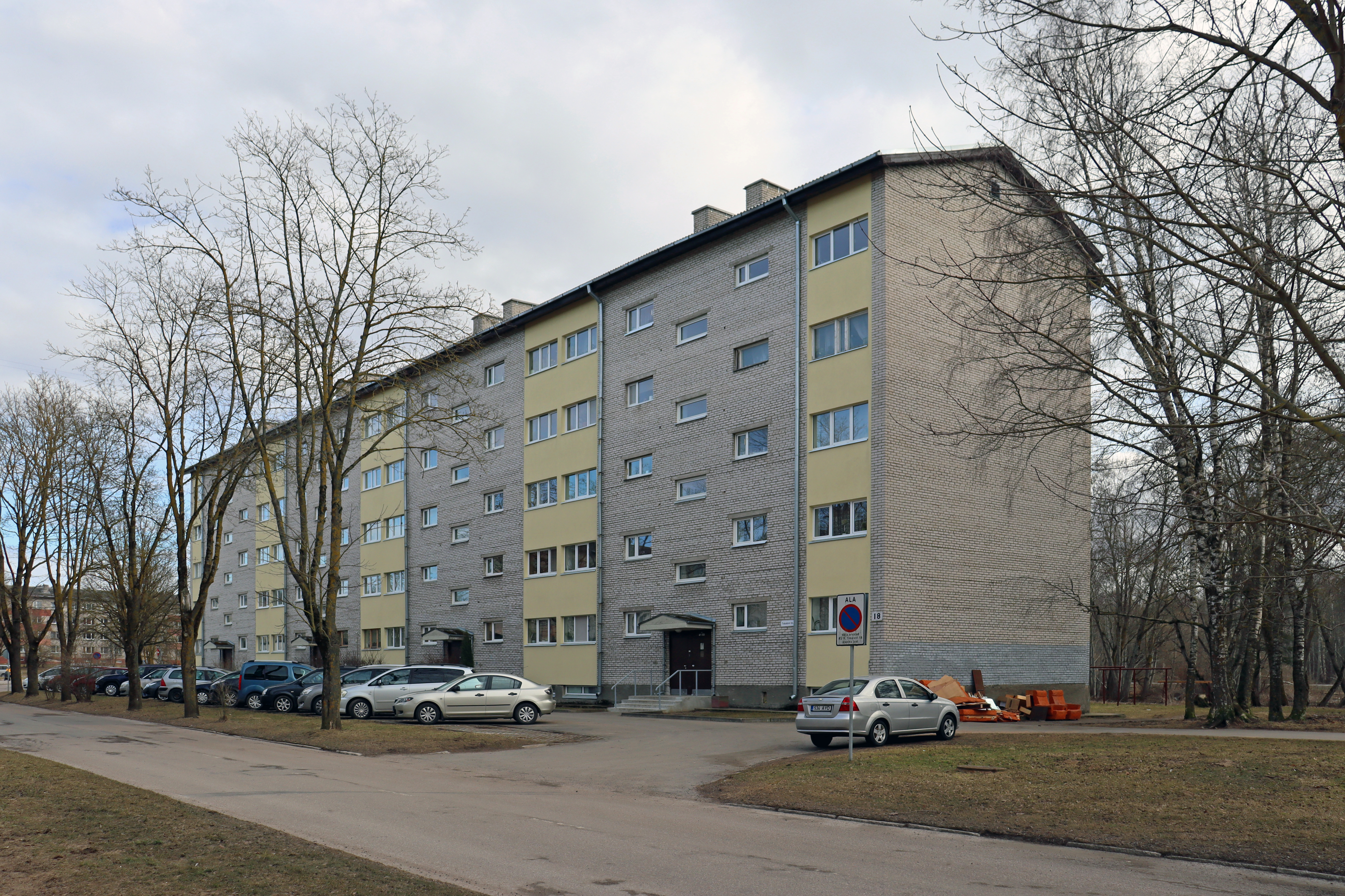
Улица Чкалова, дом 18

Число жителей Силламяэ на 1 января каждого года:
| Год  | 2016   | 2017     | 2018     | 2019     | 2020     | 2021     | 2022     | 2023     | 2024     | 2025     |
| ---- | ------ | -------- | -------- | -------- | -------- | -------- | -------- | -------- | -------- | -------- |
| Чел. | 13 686 | ↘ 13 288 | ↘ 12 989 | ↘ 12 719 | ↘ 12 480 | ↘ 12 230 | ↗ 12 438 | ↗ 12 452 | ↘ 12 352 | ↘ 12 153 |

Число рождений (живорождённых):
| Год  | 2016 | 2017 | 2018 | 2019 | 2020 |
| ---- | ---- | ---- | ---- | ---- | ---- |
| Чел. | 82   | ↗ 93 | ↘ 91 | ↘ 69 | ↘ 59 |

Число умерших:
| Год  | 2016 | 2017  | 2018  | 2019  |
| ---- | ---- | ----- | ----- | ----- |
| Чел. | 234  | ↘ 233 | ↘ 210 | ↗ 223 |

Зарегистрированные безработные:
| Год  | 2016 | 2017  | 2018  | 2019  |
| ---- | ---- | ----- | ----- | ----- |
| Чел. | 571  | ↗ 582 | ↘ 521 | ↗ 540 |

Средняя брутто-зарплата:
| Год  | 2016 | 2017  | 2018  | 2019   | 2020   |
| ---- | ---- | ----- | ----- | ------ | ------ |
| Евро | 869  | ↗ 934 | ↗ 995 | ↗ 1044 | ↗ 1077 |

В 2019 году город Силламяэ занимал 77 место по величине средней брутто-зарплаты среди 79 муниципалитетов Эстонии.
Число учеников в школах:
| Год  | 2016 | 2017   | 2018   | 2019   |
| ---- | ---- | ------ | ------ | ------ |
| Чел. | 1161 | ↘ 1154 | ↘ 1139 | ↘ 1123 |

## Образование

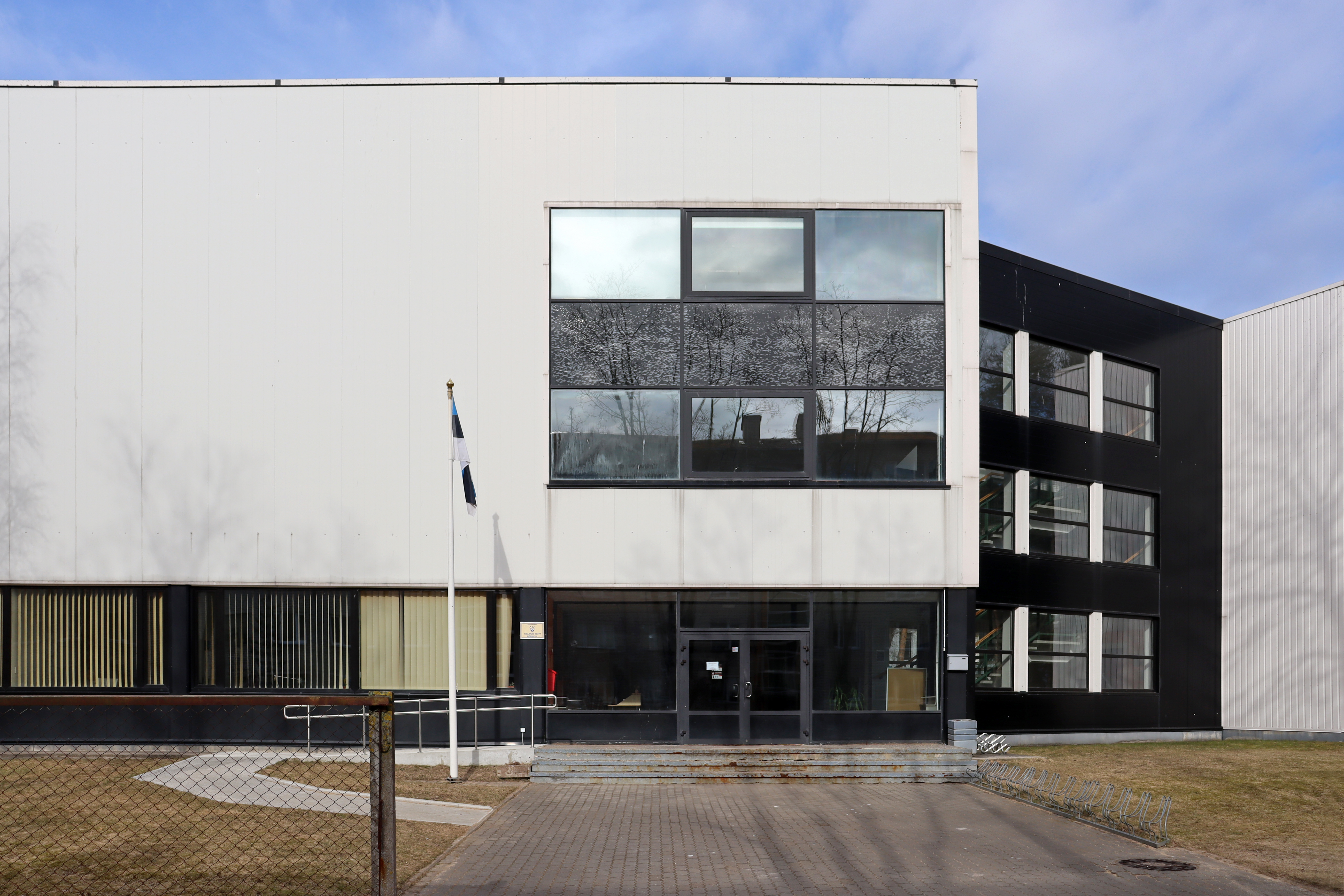
Силламяэская Эстонская основная школа

- Sillamäe Gümnaasium (бывшая школа № 4 и бывшая школа Астангу)
- Sillamäe Vanalinna kool (Силламяэская школа Ваналинна, бывшая школа № 3)
- Sillamäe Muusikakool (Музыкальная школа)
- Sillamäe Kannuka kool (Силламяэская основная школа Каннука)
- Sillamäe Eesti Põhikool (Силламяэская Эстонская основная школа)
- Силламяэский филиал Центра профобразования Ида-Вирумаа

C 1993 по 2013 год в Силламяэ работал Институт экономики и менеджмента (Ecomen).
По состоянию на начало 2021 года в городе работали 4 детских сада (детсад «Ладушки» был закрыт в 2001 году).

## Экономика

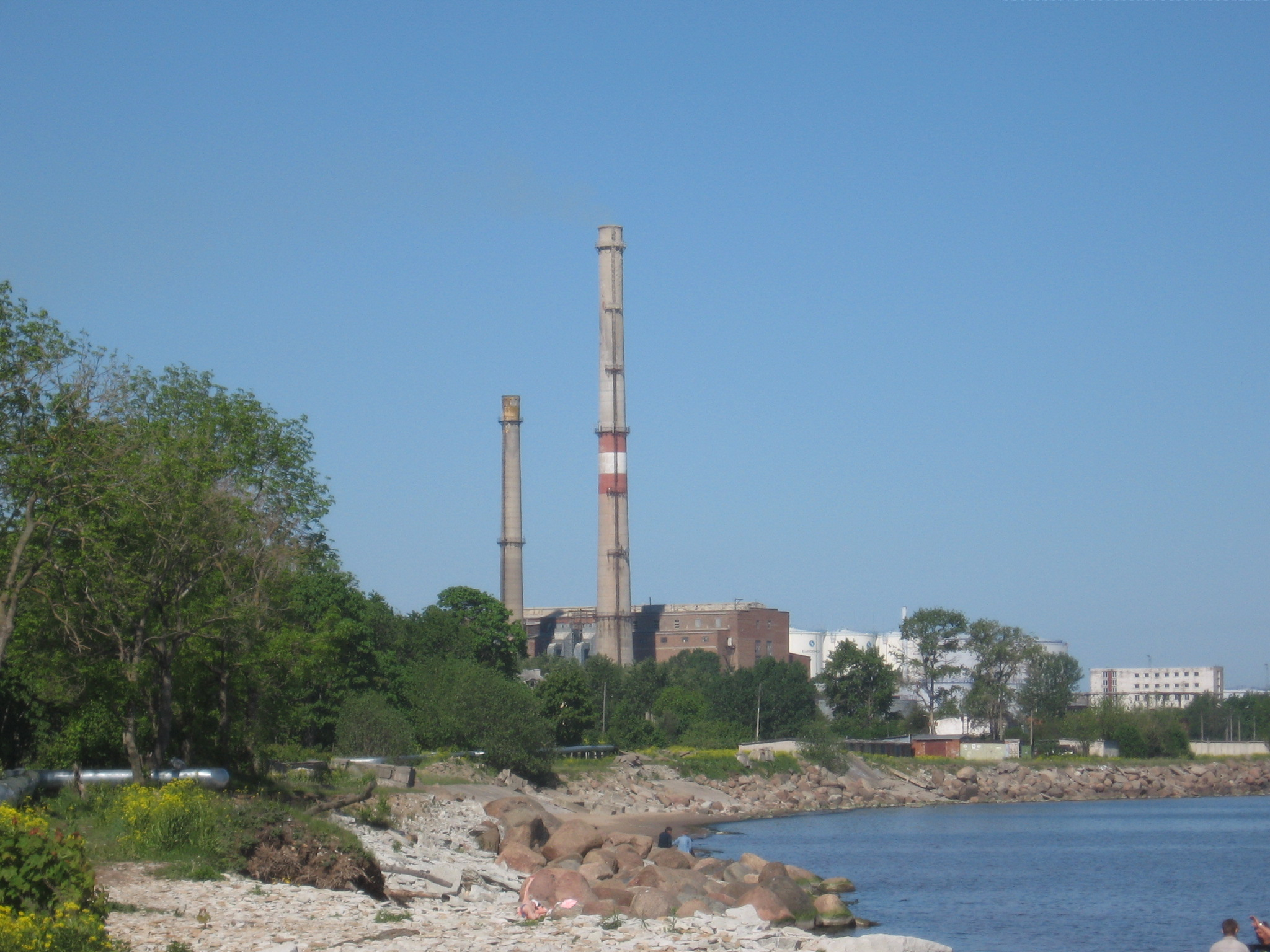
Вид на завод «Silmet» со стороны моря

Экономическое развитие данного региона началось в конце XIX века, когда Силламяэ стал курортным посёлком. В начале XX века здесь была построена фабрика, а позже — завод по переработке ураносодержащей руды. Этот завод стал градообразующим предприятием. В 1991 году «Силмет» был перепрофилирован для выпуска редкоземельных металлов. В 2011 году завод был приобретён американской корпорацией Molycorp. Сегодня промышленность является важнейшим фактором развития города.
Основные промышленные предприятия:
- NPM Silmet OÜ — производство основных неорганических химических веществ (420 работников по состоянию на 31.12.2020[26]);
- Ökosil AS — управление проектом защиты окружающей среды по санированию радиоактивного хранилища отходов Силламяэ; оказание услуг, связанных с управлением и мониторингом окружающей среды (23 работника по состоянию на 31.12.2020[27]);
- Silpower AS — Силламяэская тепловая электростанция (136 работников по состоянию на 31.12.2020[28]);
- Polyform AS — производство изделий из пластмассы (ликвидирован 19.10.2011[29]);
- Altt AS — бетонный завод (ликвидирован 07.08.2014[30]);
- Ecometal AS — переработка использованных свинцово-кислотных аккумуляторов (56 работников по состоянию на 31.12.2020[31]);
- Sillamäe-Veevärk AS — сбор и обработка воды, водоснабжение (44 работника по состоянию на 31.12.2020[32]);
- Sillamäe Õlletehas OÜ — Силламяэский пивной завод.

С начала 2000-х годов возросла роль порта Силламяэ в экономике не только города, но и региона.
Силламяэский порт является самым близким портом Европейского союза к границе России, на 2012 год входит в число пяти крупнейших портов Прибалтики. Численность работников порта по состоянию на 31.12.2020 составляла 147 человек.
Крупным работодателем Силламяэ является городская управа: численность её персонала по состоянию на 31 декабря 2020 года составляла 94 человека.

## Города-побратимы
Договоры о сотрудничестве заключены со следующими муниципальными единицами за рубежом:
- Нокиа
- Бровары
- Мстиславль
- Некрасовский муниципальный район Ярославской области

Договор о дружбе заключён с городом Гавер-де-Грас ( Мериленд).
Силламяэ также имеет дружественные связи со следующими муниципалитетами:
- Котка
- Бютцов
- Кингисепп

## Галерея

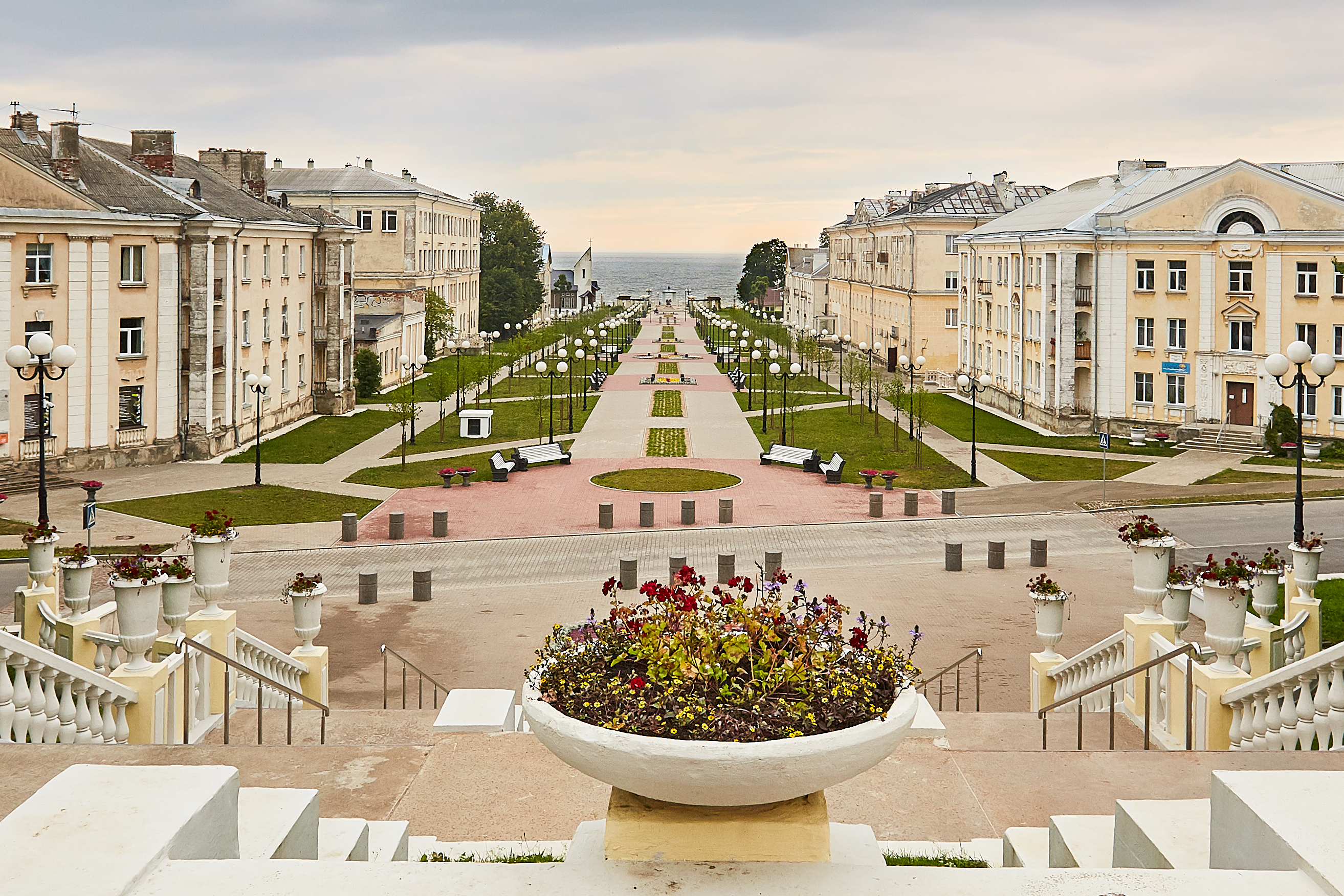
Приморский бульвар, вид в сторону моря
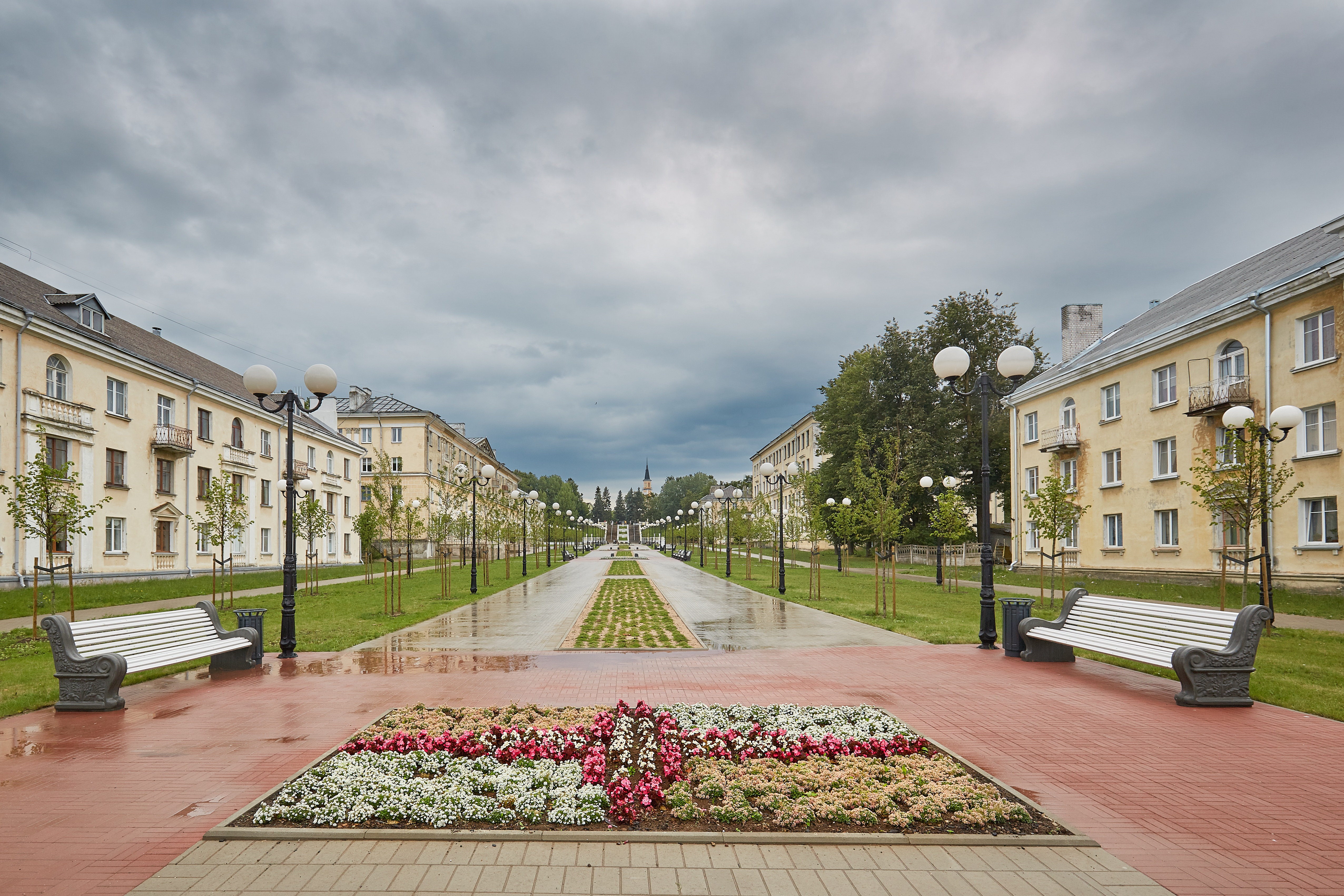
Приморский бульвар, вид на город
Дом культуры
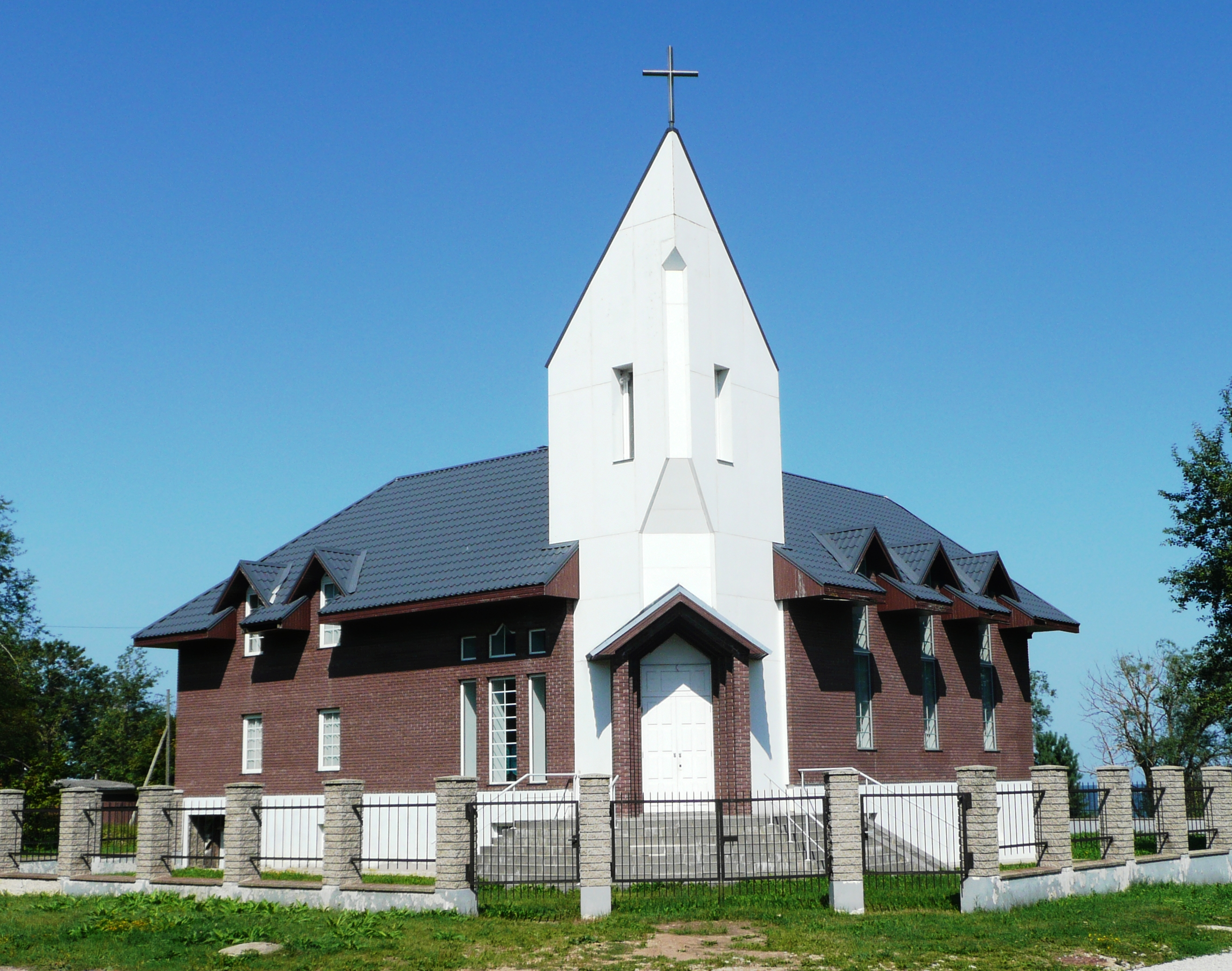
Кирха св. Георгия и Адальберта
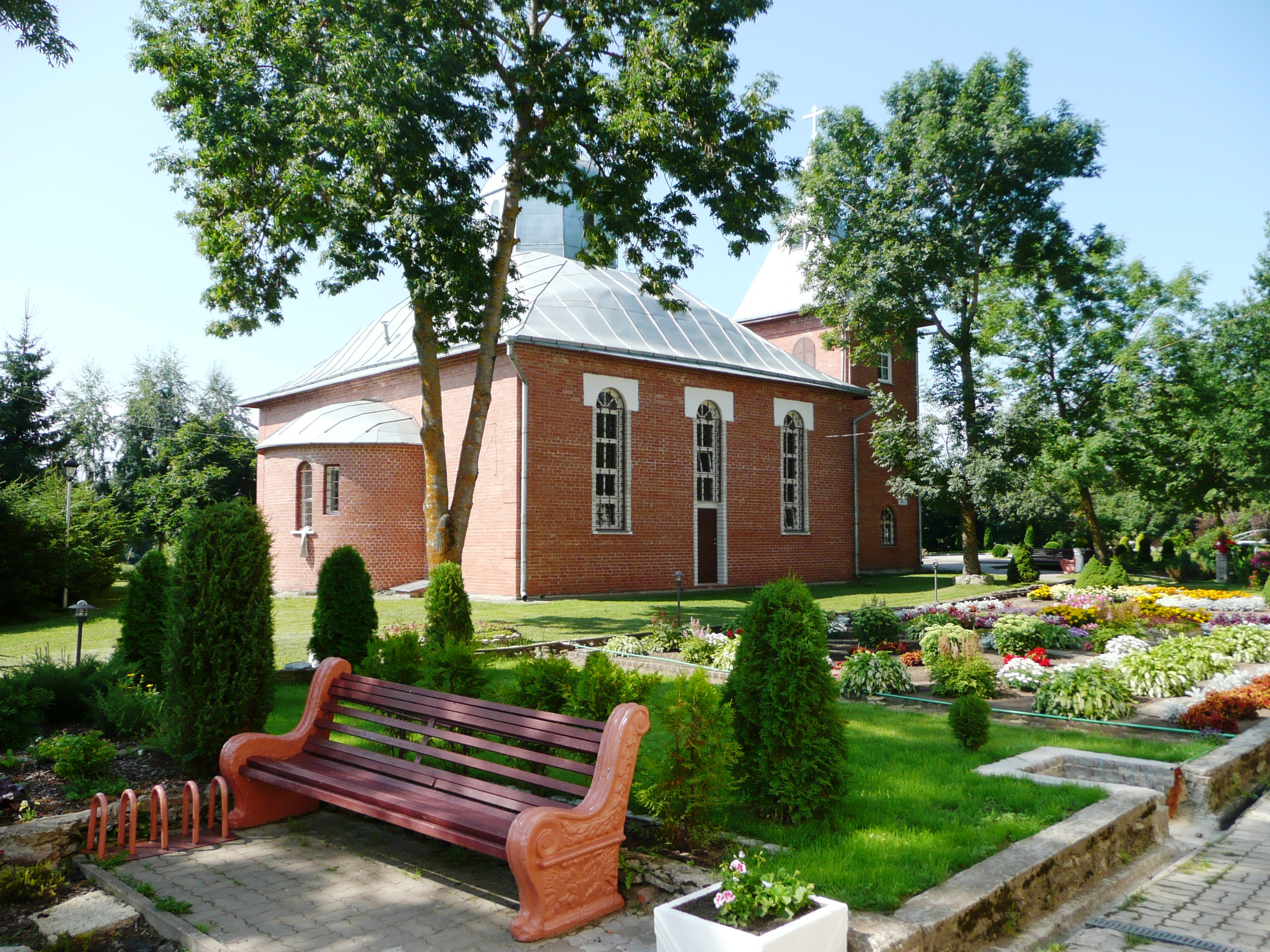
Церковь Казанской иконы Божией Матери
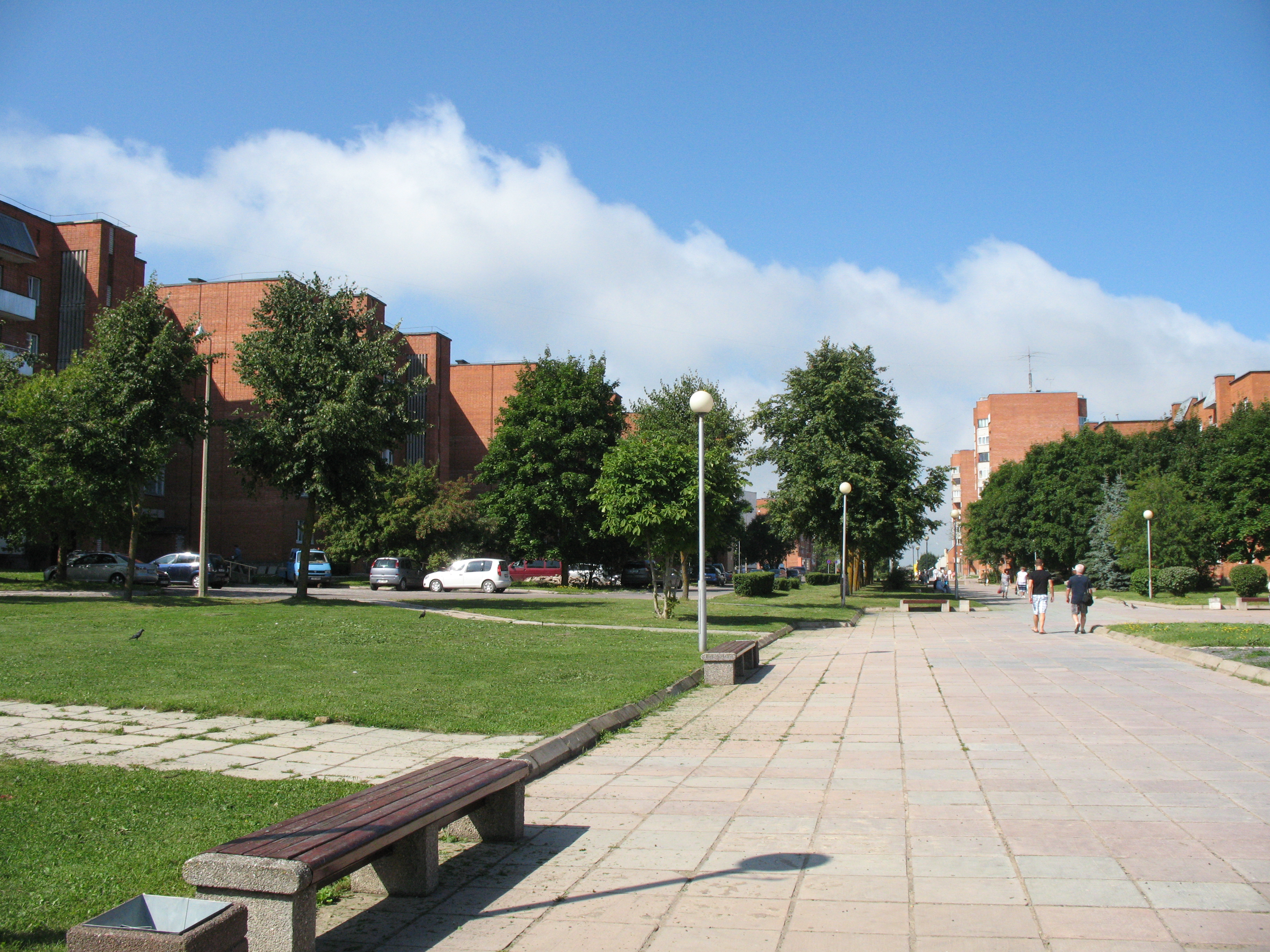
Бульвар Виру
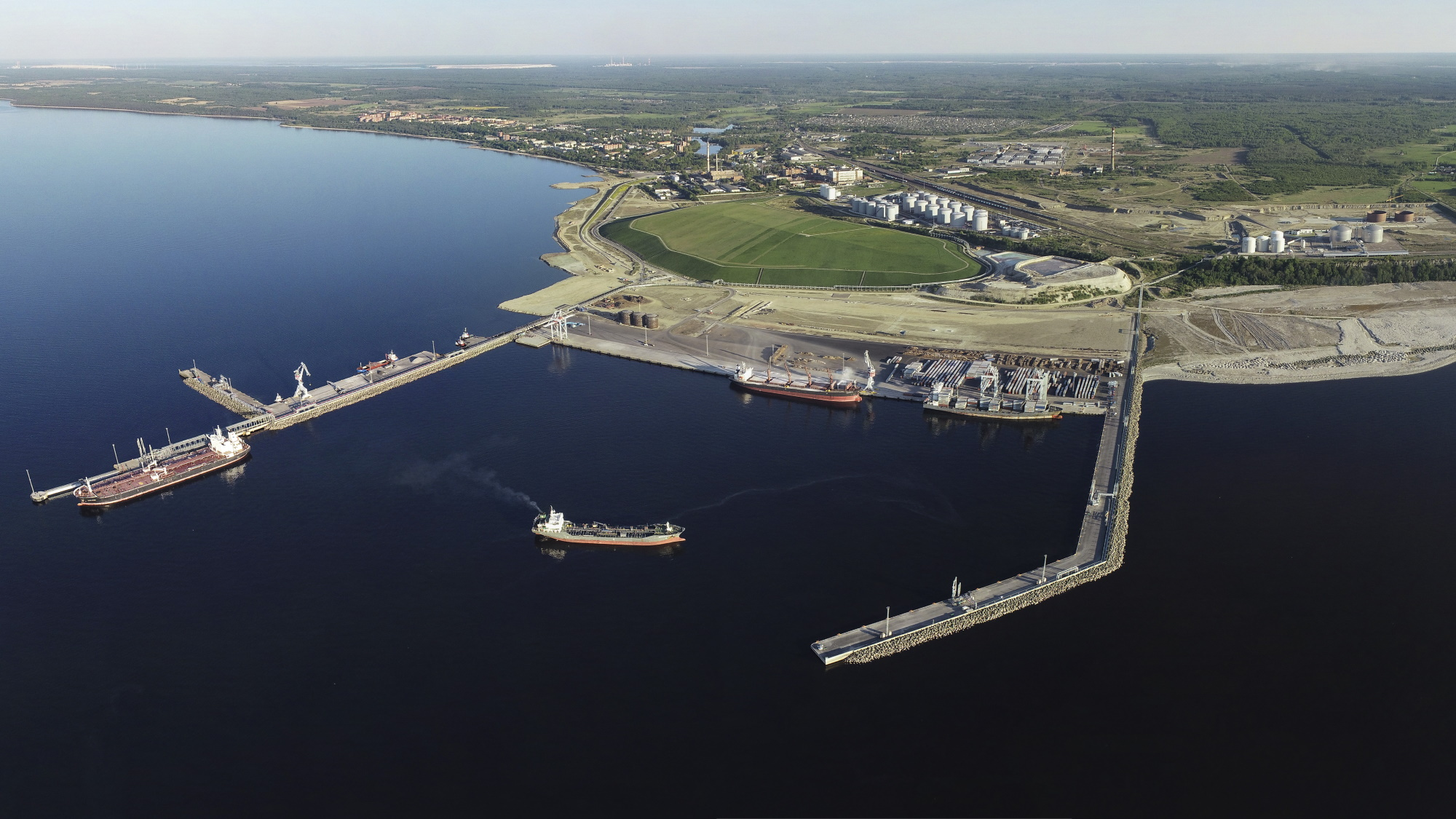
Порт Силламяэ
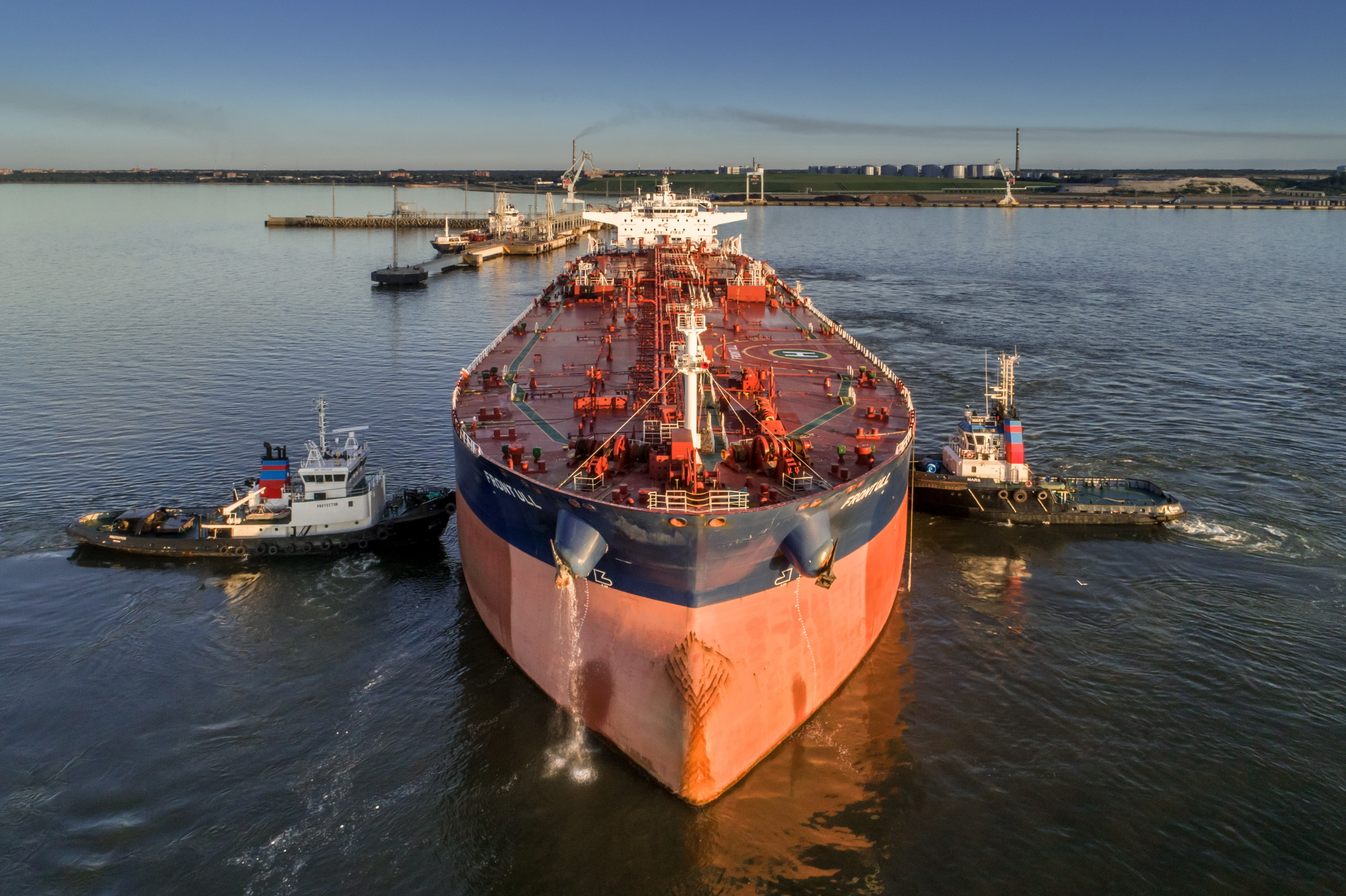
В Силламяэском порту
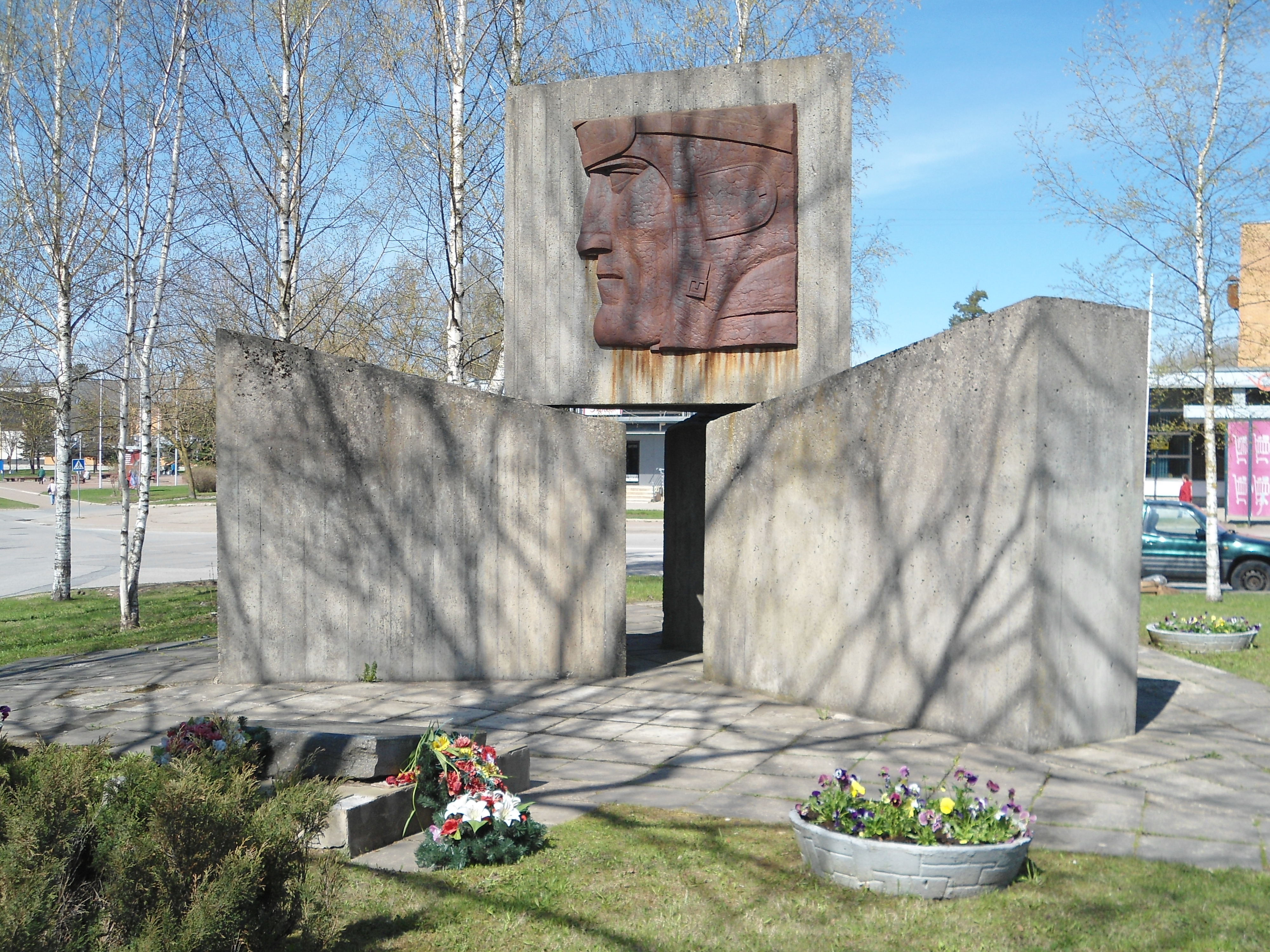
Памятник Неизвестному солдату

## В культуре
- А. Вергелис. Хочу быть негром. Журнал «Новая Юность». (рус.)